# Guy Garvey
Guy Edward John Garvey (Bury; 6 de marzo de 1974)  es un músico inglés, cantante, compositor y presentador de la BBC 6 Music. Él es el cantante principal y compositor principal de la banda de rock Elbow.

## Carrera
A principios de la década de 1990, mientras cursaba el sexto grado en Whitefield, cerca de Bury, Garvey formó Elbow con Mark y Craig Potter, Pete Turner y Richard Jupp. Sirve como el principal compositor y letrista de Elbow, y ha sido ampliamente elogiado por su composición a lo largo de su carrera. Además de los deberes vocales, Garvey también ha tocado una gran variedad de instrumentos en vivo, incluyendo guitarra eléctrica y acústica, trompeta y varias formas de percusión. Elbow ganó dos premios Ivor Novello por la mejor canción del sencillo "Grounds for Divorce" de 2008 y la mejor canción contemporánea por "One Day Like This". Garvey, con Elbow, fue comisionado por la BBC para escribir el tema de los Juegos Olímpicos de Londres 2012 y Elbow interpretó esta canción, "First Steps" en la ceremonia de clausura de los Juegos Olímpicos.
Entre otros trabajos, Garvey produjo y grabó el álbum I Am Kloot Natural History (2001). Junto al tecladista de Elbow, Craig Potter. También produjo el sencillo de I Am Kloot "Maybe I Should" (2005, no asociado a ningún álbum), su álbum 2010 nominado al Mercury Music Award, Sky at Night y su álbum 2013 Let It All In. Elbow fue nominado para el Premio Mercury Music Award en 2011 por el álbum Build a Rocket Boys! y ganó el premio en 2008 por su álbum The Seldom Seen Kid. Además, Garvey hizo una aparición en el álbum 2010 de Massive Attack, Heligoland.
Es miembro de la Academia Británica de Compositores, Compositores y Autores (BASCA).
En 2015, Garvey anunció que lanzaría su primer álbum de estudio en solitario mientras continuaba sus funciones como el compositor principal de Elbow. El álbum resultante, Courting the Squall, fue lanzado el 30 de octubre de 2015 por Polydor Records en el Reino Unido. El 27 de octubre de 2015 Garvey apareció en BBC Two's Later ... con Jools Holland, donde actuó "Angela's Eyes" y "Belly of the Whale".

## Discografía

### Elbow
- - Asleep in the Back (2001)
  - Cast of Thousands (2003)
  - Leaders of the Free World (2005)
  - The Seldom Seen Kid (2008)
  - Build a Rocket Boys! (2011)
  - The Take Off and Landing of Everything (2014)
  - Little Fictions (2017)

### Solista
- Courting the Squall (2015)